# مسعى التنين 9
مسعى التنين 9 (ドラゴンクエストIX 星空の守り人 دوروغون كويستو ناين هوشيزورا نو مامور إبيتو) هي لعبة فيديو تقمص الأدوار لمنصة نينتندو دي إس. طورتها ليفل-5 ونشرتها سكوير إنكس في اليابان؛ نشرتها نينتندو في الولايات المتحدة وأوروبا بعدئذٍ بسنة، مما جعلها ثاني لعبة في السلسلة تصدر في في أوروبا وأستراليا بعد مسعى التنين 8.

## وصلات خارجية
- الموقع الرسمي